# 1969-70 ABAシーズン
1969-70 ABAシーズン（英語: 1969–70 ABA season）は、アメリカン・バスケットボール・アソシエーション (ABA) の3シーズン目である。シーズン開始前にミネソタ・パイパーズはピッツバーグに、オークランド・オークスはワシントンD.C.に移転してワシントン・キャップスに、ヒューストン・マーベリックスはノースカロライナ州に移転してカロライナ・クーガーズにそれぞれ移転した。レギュラーシーズンは1チーム78試合から84試合にスケジュールが増やされ、このシーズンはインディアナ・ペイサーズが初のABAチャンピオンシップを獲得して幕を閉じた。
1968-69 ABAシーズン - 1969-70 ABAシーズン - 1970-71 ABAシーズン
デンバー・ロケッツのデトロイト大学出身の新人選手、スペンサー・ヘイウッドが得点（30.0ppg）とリバウンド（19.5rpg）でABAのリーグリーダーとなり、プロバスケットボール界初の「ハードシップ・ケース」で、大学2年目のシーズンで中退した。NBAはヘイウッドのドラフト指名を禁止したため、彼は代わりにロケッツと契約し、ウェスタン・ディビジョン優勝に導いた。

## レギュラーシーズン

### イースタン・ディビジョン
| イースタン・ディビジョン   | 勝 | 負 | 勝利 | 差   |
| -------------------------- | -- | -- | ---- | ---- |
| インディアナ・ペイサーズ * | 59 | 25 | .702 | -    |
| ケンタッキー・カーネルズ * | 45 | 39 | .536 | 14.0 |
| カロライナ・クーガーズ *   | 42 | 42 | .500 | 17.0 |
| ニューヨーク・ネッツ *     | 39 | 45 | .464 | 20.0 |
| ピッツバーグ・パイパーズ   | 29 | 55 | .345 | 30.0 |
| マイアミ・フロリディアンズ | 23 | 61 | .274 | 36.0 |

### ウェスタン・ディビジョン
| ウェスタン・ディビジョン         | 勝 | 負 | 勝利 | 差  |
| -------------------------------- | -- | -- | ---- | --- |
| デンバー・ロケッツ *             | 51 | 33 | .607 | -   |
| ダラス・チャパラルズ *           | 45 | 39 | .536 | 6.0 |
| ワシントン・キャップス *         | 44 | 40 | .524 | 7.0 |
| ロサンゼルス・スターズ *         | 43 | 41 | .512 | 8.0 |
| ニューオーリンズ・バッカニアーズ | 42 | 42 | .500 | 9.0 |

*はプレイオフ出場チームを表す。

## 表彰
- ABA最優秀選手賞: スペンサー・ヘイウッド, デンバー・ロケッツ
- 新人王: スペンサー・ヘイウッド, デンバー・ロケッツ
- 最優秀コーチ賞: ビル・シャーマン, ロサンゼルス・スターズ & ジョー・ベルモント, デンバー・ロケッツ
- プレーオフMVP: ロジャー・ブラウン, インディアナ・ペイサーズ
- オールスターゲームMVP: スペンサー・ヘイウッド, デンバー・ロケッツ
- オールABAファーストチーム
  - リック・バリー, ワシントン・キャップス (2回目)
  - スペンサー・ヘイウッド, デンバー・ロケッツ
  - メル・ダニエルズ, インディアナ・ペイサーズ (3回目)
  - ボブ・ヴェルガ, カロライナ・クーガーズ
  - ラリー・ジョーンズ, デンバー・ロケッツ (3回目)
- オールABAセカンドチーム
  - ロジャー・ブラウン, インディアナ・ペイサーズ (2回目)
  - ボブ・ネトリッキー, インディアナ・ペイサーズ
  - レッド・ロビンス, インディアナ・ペイサーズ (2回目)
  - ルイー・ダンピアー, ケンタッキー・カーネルズ (3回目)
  - ドニー・フリーマン, マイアミ・フロリディアンズ (2回目)
- オールABAルーキーチーム
  - マイク・バレット, ワシントン・キャップス
  - ジョン・ブリスカー, ピッツバーグ・パイパーズ
  - マック・カルヴィン, ロサンゼルス・スターズ
  - スペンサー・ヘイウッド, デンバー・ロケッツ
  - ウィリー・ワイズ, ロサンゼルス・スターズ